# Manon Depuydt
Manon Depuydt (* 2. April 1997 in Ostende) ist eine belgische Sprinterin.

## Sportliche Laufbahn
Erstmals bei einer internationalen Meisterschaft trat Manon Depuydt beim Europäischen Olympischen Jugendfestival 2013 in Utrecht an, bei dem sie im 200-Meter-Lauf in 24,56 s den fünften Platz belegte und mit der belgischen 4-mal-100-Meter-Staffel in 46,89 s die Bronzemedaille gewann. 2018 qualifizierte sie sich über 200 Meter für die Europameisterschaften in Berlin und gelangte dort bis in das Halbfinale, in dem sie mit 23,60 s ausschied. Im Jahr darauf nahm sie an den U23-Europameisterschaften in Gävle teil und belegte dort in 24,04 s den siebten Platz.
2018 und 2019 wurde Depuydt belgischer Meisterin im 100-Meter-Lauf sowie von 2017 bis 2019 auch Hallenmeisterin über 60 Meter.

## Persönliche Bestzeiten
- 100 Meter: 11,52 s (−0,7 m/s), 31. August 2019 in Brüssel
  - 60 Meter (Halle): 7,32 s, 22. Februar 2020 in Gent
- 200 Meter: 23,26 s (+0,8 m/s), 1. September 2019 in Brüssel
  - 200 Meter (Halle): 23,59 s, 22. Februar 2020 in Gent